# 洛桑山丹
洛桑山丹（1964年4月—）全名洛桑山丹加措，藏族，生于青海省化隆回族自治县，原为藏传佛教格鲁派喇嘛，已还俗。

## 生平
1964年4月，洛桑山丹出生于青海省化隆回族自治县一个农民家庭。1980年，洛桑山丹出家为僧。后来到阿里地区普兰县楚果寺（属藏传佛教格鲁派）。1983年，在阿里地区普兰县楚果寺当喇嘛期间，洛桑山丹先后收养了13位贫困的孤寡老人，并承担了这些老人的全部生活费用。1984年，任阿里地区普兰县楚果寺民管会副主任。1993年在一场车祸之后，洛桑山丹还俗。此后，他仍然担任楚果寺民管会主任、阿里地区佛教协会常务理事等职务。洛桑山丹曾任中国佛教协会西藏分会常务理事。2002年，当选为西藏自治区第八届政协委员。2003年9月，任阿里地区佛教协会会长。2008年，任阿里地区政协副秘书长。2009年时，他正兼任阿里地区佛教协会名誉会长。2011年时，他正担任阿里地区政协副主席。
1997年，洛桑山丹请西藏地矿厅的专家赴普兰县冈仁波齐峰附近勘查水源，最终确定了塔尔钦乡附近的泉水水质最好。随后，洛桑山丹个人投入部分资金，当地人民政府出资100万元，创立了阿里地区历史上首家矿泉水厂，同时还注册了阿里地区和平解放以来的第一个商标――“岗仁波齐矿泉水”。最后，洛桑山丹将矿泉水厂全部交给了当地政府，未求回报。他说，“关键是我当时兴办矿泉水厂的目的是为了帮助当地群众增收致富，是因为我感恩于当地群众。”
2008年3月14日，在314事件中，拉萨市嘎玛贡桑居委会的商铺和出租房内的许多汉族、回族群众被歹徒袭击，洛桑山丹不顾危险，掩护106位汉族、回族群众到自己家位于嘎玛贡桑小区的院子里避难。洛桑山丹拿出自己孩子喝的奶粉，给6位被救的婴儿喝，还为一位受伤的汉族群众包扎了伤口。为此善举，2009年，洛桑山丹获得了第二批全国道德模范提名奖。
2010年12月，阿里地区佛教协会理事会召开，阿里地区各寺庙的僧尼及民管会主任到阿里地区行署所在地狮泉河开会，洛桑山丹在会议期间提议，与会僧尼等人为当地无法支付回家路费的农民工自愿捐款。最终这笔捐款到了26名汉族、回族、维吾尔族农民工手中。
2013年，洛桑山丹出任第十二届全国政协委员。2018年1月，当选第十三届全国政协委员。